# ميخائيل أوزور
ميخائيل أوزور (بالفنلندية: Michael Ozor)‏ هو لاعب كرة قدم فنلندي في مركز الوسط، ولد في 13 يناير 1988 في لاغوس في نيجيريا. لعب مع FC Kiffen 08 ‏.